# جيليان غريني
جيليان غريني (بالإنجليزية: Gillian Greene)‏ هي مخرجة أمريكية وكندية، ولدت في 6 يناير 1968 في سانتا مونيكا في الولايات المتحدة.

## وصلات خارجية
- جيليان غريني على موقع IMDb (الإنجليزية)
- جيليان غريني على موقع قاعدة بيانات الفيلم (الإنجليزية)